# 桂彥良
桂彥良（？—1386年），名德偁，字彥良，慈溪县（后改名为慈谿县，治所在今浙江宁波慈城鎮）人。明朝初期政治人物。
其为元朝鄉貢進士，后担任平江路學教授，经罢免归乡。洪武六年，为太子正字。经常负责朱元璋诗文，后为国子监中桂彥良与宋濂、孔克表担任教师。其善于文字，当时御史诬陷罪名，经桂彥良论述解释，有数十人得以幸免。此后升任晉王府右傅。朱元璋说：“江南大儒，惟卿一人。”其对答：“臣不如宋濂、劉基。”朱元璋则说：“宋濂只是文人，刘基则为人峻隘，都不如您啊。”之后桂彥良改为左長史。洪武十八年，请辞。洪武二十年去世。